# Saint-Bruno-de-Montarville
Saint-Bruno-de-Montarville es una ciudad de la provincia de Quebec, Canadá. Es una de las ciudades que conforman la Comunidad metropolitana de Montreal y a su vez, forma parte de la aglomeración y conferencia regional de elecciones de Longueuil en la región administrativa de Montérégie. Forma parte de las circunscripciones electorales de Chambly a nivel provincial y de Saint-Bruno—Saint-Hubert a nivel federal.

## Geografía
Saint-Bruno-de-Montarville se encuentra ubicada en las coordenadas 45°32′00″N 73°21′00″O / 45.53333, -73.35000. Según Statistique Canada, tiene una superficie total de 43,28 km² y es una de las 1135 municipalidades en las que está dividido administrativamente el territorio de la provincia de Quebec.

## Demografía
Según el censo de Canadá de 2011, había 26 107 personas residiendo en esta ciudad con una densidad de población de 603,3 hab./km². Los datos del censo mostraron que de las 24 388 personas censadas en 2006, en 2011 hubo un aumento poblacional de 1719 habitantes (7%). El número total de inmuebles particulares resultó ser de 10 166 con una densidad de 234,89 inmuebles por km². El número total de viviendas particulares que se encontraban ocupadas por residentes habituales fue de 9990.